# Andrea Vendramino
Andrea Vendramino lub Vendramin (ur. 1393 – zm. 6 maja 1478) – doża Wenecji od 6 marca 1476 do 6 maja 1478.